# کلانک
کلانک روستایی از توابع بخش مرکزی شهرستان طالقان در استان البرز ایران است.

## جمعیت
این روستا در دهستان میان طالقان قرار دارد و براساس سرشماری مرکز آمار ایران در سال ۱۳۸۵، جمعیت آن ۳۰۰ نفر (۶۰خانوار) بوده‌است.

## مردم
مردم این روستا به زبان تاتی طالقانی سخن میگویند